# Distrito de Soest
El distrito de Soest (en alemán, Kreis Soest) es un distrito del estado alemán de Renania del Norte-Westfalia. Tiene una población estimada, a fines de marzo de 2024, de 306 862 habitantes.
Se formó el 1 de enero de 1975 a partir de los antiguos distritos de Lippstadt y Soest y de la mancomunidad de municipios (en alemán, amt) de Warstein, del distrito de Arnsberg.
La sede de la administración del distrito está en la ciudad de Soest.

## Historia
Situada en el cruce de tres rutas de larga distancia, Soest fue en los siglos XIII y XIV la ciudad más importante económica y culturalmente de Westfalia. Como miembro de la Liga Hanseática, mantuvo relaciones comerciales con lugares tan lejanos como Rusia, Suecia y Dinamarca. Luego de que la ciudad se separó de su soberano, Soest y su territorio cayeron en un aislamiento político y económico cada vez mayor.
Cuando Europa fue reorganizada en el Congreso de Viena en 1815, Prusia recibió un territorio nacional ampliado que incluía la región de Westfalia. Este crecimiento de Prusia condujo a una reorganización de la estructura administrativa, con el establecimiento de distritos como nivel administrativo estatal inferior.
En 1888 se construyó el ayuntamiento en Soest. La sede de la administración del distrito se encuentra en el mismo lugar desde hace más de 110 años, aunque ha sufrido importantes modificaciones y varias ampliaciones.
En 1975, como resultado de la reorganización del distrito, se crearon las 14 ciudades y municipios del actual distrito de Soest, a partir de unas 180 ciudades y municipios originales.

## Composición del distrito
El distrito de Soest se compone de 7 ciudades (städte) y 7 municipios (gemeinden).
| Ciudades 1. Lippstadt 2. Soest 3. Werl 4. Warstein 5. Geseke 6. Erwitte 7. Rüthen | Municipios 1. Welver 2. Ense 3. Lippetal 4. Wickede 5. Bad Sassendorf 6. Möhnesee 7. Anröchte |